# غراهام غودارد
غراهام غودارد (بالإنجليزية: Graham Goddard)‏ هو رسام أمريكي، ولد في 12 أبريل 1982 في ترينيداد وتوباغو.